# Tragulus kanchil
Tragulus kanchil — вид парнокопитних родини Tragulidae.

## Розповсюдження
Tragulus kanchil широко розповсюджений у Південно-Східній Азії в Індокитаї, М’янмі (перешийок Кра), Брунеї, Камбоджі, Китаї (Південна Юньнань), Індонезії (Калімантан, Суматра та багато інших невеликих островів), Лаосі, Малайзії (півострів Малайзія, Саравак і багато інших малих островів), Сінгапур, Таїланд і В'єтнам.

## Опис
Tragulus kanchil досягають довжини тіла від 45 до 55 сантиметрів, висоти в плечах від 20 до 25 сантиметрів і ваги від 1,5 до 2,5 кілограмів. Довжина хвоста всього близько 5 сантиметрів. Шерсть зверху сіро-коричнева, часто з помаранчевим відтінком. Низ і підборіддя білі. Голова загострена, чорний ніс без волосся, очі дуже великі. Ноги виглядають разюче витонченими. Tragulus kanchil не мають рогів, але верхні ікла, особливо у самців, збільшені, як бивні, і виступають із рота.

## Спосіб життя
Це сором'язливі, відлюдні тварини, які в основному активні вночі. Вдень вони сплять в ущелинах скель або в дуплах стовбурів дерев. Вночі вони шукають їжу, прокладаючи схожі на тунелі стежки через хащі. Є різні спостереження щодо соціальної поведінки як тварин, які живуть поодинці, так і моногамних пар. Вони надзвичайно територіальні тварини, самці мають ареал близько 12 гектарів, а самиці – близько 8,5 гектарів. Територіальні бої між самцями ведуться за допомогою довгих іклів.